# 武宁岩
29°07′36″N 115°16′45″E / 29.12667°N 115.27917°E
武宁岩位于中国江西省九江市武宁县东南部与靖安县交界处，海拔1547米，北麓（武宁县境内）建有武宁岩国家森林公园，南麓（靖安县境内）建有三爪仑国家森林公园。